# Herb Szczecinka
Herb Szczecinka – jeden z symboli miasta Szczecinek w postaci herbu.

## Wygląd i symbolika
Herb przedstawia w złotej tarczy kroczącego czarnego gryfa, którego przednie łapy, pazury tylnych łap i dziób są czerwone, a w dolnej prawej części tarczy umieszczona jest biała ryba – jesiotr.

## Historia

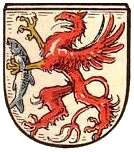
Herb w latach
1701-1918

Herb nadany został prawdopodobnie wraz z lokacją miasta w 1310 roku. Czarnym symbolem gryfa pieczętował się założyciel miasta książę Warcisław IV Wołogoski. Natomiast według podań jesiotr był już w ówczesnych czasach niezwykłą osobliwością tutejszych jezior. Najstarsza pieczęć miejska z herbem pochodziła z roku 1582, następne są nieco późniejsze: z 1591, 1601, 1638, 1653. 
Wizerunek herbu zmieniał się przez lata. W 1960 roku Szczecinek otrzymał w herbie czerwonego gryfa trzymającego w łapie niebieską rybę na srebrnej tarczy. W 1990 roku zmieniono barwy: tarcza – złota, gryf – czarny, ryba – srebrna.

## Kontrowersje
Popularnie używana czarna bordiura (obramowanie tarczy herbowej) nie ma uzasadnienia w opisie przyjętego herbu w statucie miasta.
Srebrna ryba w złotym polu jest niezgodna z heraldyczną zasadą alternacji (nie kładzie się koloru na kolor lub metalu na metal) – w tym przypadku ryba nie powinna być srebrna lub tło złote.